# Thabo Sefolosha
Thabo Patrick Sefolosha (/ˈtɑːboʊ ˌsɛfəˈloʊʃə/; nascido em 2 de maio de 1984) é um basquetebolista suíço que atualmente joga pelo Houston Rockets da National Basketball Association (NBA). Sefolosha viveu em vários países e fala três línguas (italiano, francês e inglês). Ele nasceu em Vevey, Suíça de uma mãe suíça e um pai sul-africano.

## Estatísticas na NBA

### Temporada regular
| Ano     | Equipe        | PJ  | PT  | MPP  | %TC  | %3P  | %TL  | RPP | APP | ROB | TPP | PPP |
| ------- | ------------- | --- | --- | ---- | ---- | ---- | ---- | --- | --- | --- | --- | --- |
| 2006-07 | Chicago       | 71  | 4   | 12.2 | .426 | .357 | .511 | 2.2 | 0.8 | 0.5 | 0.2 | 3.6 |
| 2007-08 | Chicago       | 69  | 22  | 20.8 | .428 | .330 | .721 | 3.7 | 1.9 | 0.9 | 0.4 | 6.7 |
| 2008-09 | Chicago       | 43  | 14  | 17.1 | .434 | .300 | .840 | 2.9 | 1.5 | 0.8 | 0.4 | 4.5 |
| 2008-09 | Oklahoma City | 23  | 22  | 31.2 | .417 | .243 | .833 | 5.2 | 2.0 | 1.7 | 1.1 | 8.5 |
| 2009-10 | Oklahoma City | 82  | 82  | 28.6 | .440 | .313 | .674 | 4.7 | 1.8 | 1.2 | 0.6 | 6.0 |
| 2010-11 | Oklahoma City | 79  | 79  | 25.9 | .471 | .275 | .747 | 4.4 | 1.4 | 1.2 | 0.5 | 5.1 |
| 2011-12 | Oklahoma City | 42  | 42  | 21.8 | .432 | .437 | .884 | 3.0 | 1.1 | 0.9 | 0.4 | 4.8 |
| 2012-13 | Oklahoma City | 81  | 81  | 27.5 | .481 | .419 | .826 | 3.9 | 1.5 | 1.3 | 0.5 | 7.6 |
| 2013-14 | Oklahoma City | 61  | 61  | 26.0 | .415 | .316 | .768 | 3.6 | 1.5 | 1.3 | .3  | 6.3 |
| 2014-15 | Atlanta       | 52  | 7   | 18.8 | .418 | .321 | .776 | 4.3 | 1.4 | 1.0 | .4  | 5.3 |
| 2015-16 | Atlanta       | 75  | 11  | 23.4 | .507 | .341 | .776 | 4.5 | 1.4 | 1.1 | .5  | 6.4 |
| Total   |               | 678 | 425 | 23.4 | .447 | .347 | .732 | 3.8 | 1.5 | 1.1 | .5  | 5.8 |

### Playoffs
| Ano   | Equipe        | PJ | PT | MPP  | %TC  | %3P  | %TL   | RPP | APP | ROB | TPP | PPP |
| ----- | ------------- | -- | -- | ---- | ---- | ---- | ----- | --- | --- | --- | --- | --- |
| 2007  | Chicago       | 9  | 0  | 11.0 | .385 | .375 | .583  | 1.9 | 0.8 | 0.2 | 0.0 | 3.3 |
| 2010  | Oklahoma City | 6  | 6  | 21.2 | .296 | .231 | .889  | 3.0 | 1.2 | 0.8 | 1.0 | 4.5 |
| 2011  | Oklahoma City | 17 | 17 | 20.2 | .463 | .154 | 1.000 | 3.1 | 0.7 | 0.9 | 0.3 | 4.6 |
| 2012  | Oklahoma City | 20 | 20 | 22.3 | .402 | .327 | .889  | 2.7 | 1.3 | 1.5 | 0.5 | 5.3 |
| 2013  | Oklahoma City | 11 | 11 | 27.3 | .344 | .316 | .818  | 4.5 | 2.1 | 1.1 | 0.5 | 5.7 |
| 2014  | Oklahoma City | 13 | 13 | 17.5 | .415 | .261 | .800  | 2.3 | .8  | .8  | .0  | 4.2 |
| 2016  | Atlanta       | 10 | 2  | 20.3 | .478 | .368 | .533  | 4.1 | 1.7 | 1.0 | .6  | 5.9 |
| Total |               | 88 | 69 | 19.9 | .406 | .290 | .770  | 2.3 | 1.2 | 1.2 | .4  | 4.8 |